# شتوان
شتوان إحدى بلديات دائرة شتوان بولاية تلمسان الجزائرية.